# Leptopsalis ramblae
Espèce
Synonymes
- Stylocellus  ramblae Giribet, 2002

Leptopsalis ramblae est une espèce d'opilions cyphophthalmes de la famille des Stylocellidae.

## Distribution
Cette espèce est endémique de Singapour. Elle se rencontre dans le jardin botanique de Singapour.

## Description
Le mâle holotype mesure 2,41 mm.

## Systématique et taxinomie
Cette espèce a été décrite sous le protonyme Stylocellus  ramblae par en Giribet, 2002. Elle est placée dans le genre Leptopsalis par Clouse et Giribet en 2012.

## Étymologie
Cette espèce est nommée en l'honneur de María Rambla Castells.

## Publication originale
- Giribet, 2002 : « Stylocellus ramblae, a new stylocellid (Opiliones, Cyphophthalmi) from Singapore, with a discussion of the family Stylocellidae. » The Journal of Arachnology, vol. 30, no 1, p. 1–9 (texte intégral).